# Земская почта Соликамского уезда
Земская почта Соликамского уезда Пермской губернии существовала с февраля 1871 года. В уезде выпускались собственные земские почтовые марки.

## История почты
Соликамская уездная земская почта была открыта в феврале 1871 года. Почтовые отправления отправлялись из уездного центра (города Соликамска) один раз в неделю в волостные правления по Казанскому, Сибирскому, Чусовскому и Соликамскому трактам. С 1887 года для оплаты доставки частной корреспонденции были введены земские почтовые марки.
К 1916 году Соликамской уездной почтой обслуживались только четыре волости уезда..

## Выпуски марок

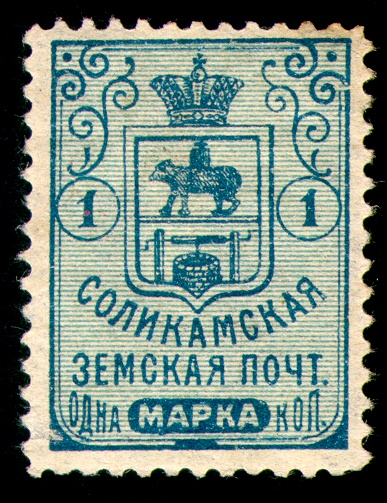
Марка Соликамского уезда, 1909 г.

Пересылка частных почтовых отправлений оплачивалась земскими почтовыми марками номиналом 1, 2, 4, 5, 10, 25 и 50 копеек. На большинстве марок были изображены губернский и уездный гербы. Печать некоторых выпусков осуществлялась в частных типографиях Перми и Москвы.

## Гашение марок

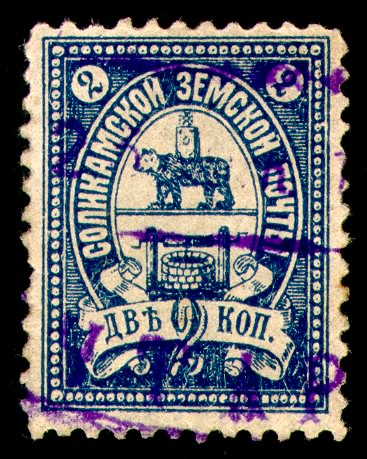
Марка Соликамского уезда, погашенная овальным штемпелем, 1895 г.

Марки гасились чернилами (посредством указания даты, названия населённого пункта или подписи земского служащего) и штемпелями овальной формы.